# Диссельсдорп (ПАР)
Диссельсдорп (англ. Dysselsdorp) — населений пункт в районі Еден, Західна Капська провінція, ПАР.
| Прапор ПАР | Це незавершена стаття про Південно-Африканську Республіку. Ви можете допомогти проєкту, виправивши або дописавши її. |

| Прапор ПАР | Це незавершена стаття про Південно-Африканську Республіку. Ви можете допомогти проєкту, виправивши або дописавши її. |

33°34′ пд. ш. 22°26′ сх. д. / 33.567° пд. ш. 22.433° сх. д.